# EGYM
Die EGYM AG ist ein deutscher Hersteller von digital vernetzten Fitnessgeräten und Anbieter von Firmenfitness. Das unter dem Namen EGYM Wellpass betriebene Firmenprogramm umfasste in Deutschland, Österreich und Frankreich im Jahr 2024 etwa 10.000 Firmen. Die Anzahl der kooperierenden Fitness- und Wellness-Einrichtungen in Deutschland, Österreich, Frankreich, Belgien, Großbritannien und den USA lag bei über 20.000. Im September 2024 erreichte das Unternehmen Einhorn-Status.

## Überblick
EGYM wurde im Jahr 2010 von Florian Sauter und Philipp Roesch-Schlanderer gegründet. Das Unternehmen wurde stetig durch die Übernahme anderer Unternehmen erweitert, darunter unter anderem im Jahr 2018 die Fitness-App Netpulse und das Fitnessstudio-Netzwerk qualitrain, sowie im Jahr 2022 der französische Firmenfitness-Konkurrent Gymlib und im Jahr 2024 die US-amerikanische Fitness-Plattform Fitreserve. Im Rahmen der Expansion wurden zudem die ehemaligen CEOs der Gerätehersteller LifeFitness und Precore, Chris Clawson und Rob Barker, eingestellt. Das Unternehmen möchte in Zukunft auch in die USA expandieren. Der größte Teil der Umsätze ergibt sich aus dem Bereich Firmenfitness. Egym schließt hierfür Rahmenverträge mit Unternehmen ab. Die Mitarbeiter der Unternehmen können dann gegen Zuzahlung verschiedene Fitnessstudios und Sportangebote nutzen. Ähnliche Angebote werden von Urban Sports Club und Gympass betrieben. 2023 kaufte sich die von Donald Trumps Schwiegersohn Jared Kushner gegründete Investmentfirma Affinity Associates mit über 200 Millionen Dollar bei EGYM ein.

## Maschinen
EGYM-Maschinen passen sich nach Anmeldung des Benutzers an dessen Einstellungen an, wodurch die Geräte in unterschiedlichen Fitnessstudios mit denselben Einstellungen verwendet werden können. Kunden und Trainer können in einer App Übungspläne erstellen und den Trainingsfortschritt abrufen. Die Geräte können Kraftwerte ermitteln und mittels KI kraft- und ausdauerbasierte Trainingspläne erstellen. Laut eigenen Angaben lag der Marktanteil bei intelligenten Trainingsgeräten im Jahr 2024 weltweit bei etwa 70 Prozent.